# Дидактика
Дида́ктика  (дав.-гр. διδακτικός — повчаючий) — це галузь педагогіки, що розробляє теорію освіти і навчання.

## Історія
Термін «дидактика» грецького походження (дидактикос — той, хто навчає). Вважається, що вперше його використали у 1613 році німецькі педагоги Кристоф Гельвіг і Йохим Юнг у праці «Короткий звіт з дидактики, або Мистецтво навчання. Ратихімія». В аналогічному значенні вживав цей термін і чех Ян Амос Коменський (1592—1670) у праці «Велика дидактика» (1657). Ця книга належить до світової скарбниці педагогічної думки, тому наводимо повністю її унікальну назву, яка звучить ніби педагогічне кредо автора, повчальне і для нас. У своїй праці Я. А. Коменський виклав основи теорії навчання: зміст освіти, дидактичні принципи, методику організації класно-урочної системи, зробив спробу виявити закономірності навчання. Він, зокрема, розкрив перші усталені залежності між можливостями учнів та умовами навчання, сформулював вимоги і правила навчання з урахуванням віку дітей.

## Об'єкт і предмет дидактики
На сьогодні дидактика відповідає на 3 питання:
1) для чого вчити? (зміст освіти)
2) як навчити? (методи і принципи)
3) як вчитися? (методи і прийоми самостійної діяльності).
Дидактика науково обґрунтовує зміст, методи і форми навчання. Об'єктом дидактики є навчання як вид діяльності.
Функції навчання:
1) теоретична (діагностична і прогностична)
2) практична (нормативна, інструментальна)

## Зв'язок дидактики з іншими науками
— методиками викладання предметів
— філософія
— психологія
— теорія виховання
— фізіологія
— етика і естетика
— кібернетика

## Дидактичні принципи[1]
Дидактичні принципи (за Г. Ващенком — "принципи навчання") — це основоположні ідеї, що пронизують усі рівні й компоненти освіти та засвідчують їх системну цілісніть. Найбільш виразно вони виявляють себе в процесі едукації й стосуються навчання всіх дисциплін. Фахові методики пристосовують їх до своїх потреб, а часом виводять з них і свої — прикладного рівня — принципи.
Дидактичний принцип — категорія історична. Це означає, що його зміст (у кожному разі більшості з них) не є універсальним і "вічним", а зумовлений певними історичними умовами. Дидактичні принципи, зокрема, визначаються: а) соціальним замовленням, яке змінюється залежно від змін у соціально-економічному житті; б) станом загальнонаукових досліджень, зокрема, у ділянці психології, філософії, соціології, змісту окремих навчальних предметів тощо; в) власне практикою процесу едукації, яка не лише апробує вартість того чи іншого принципу, але й підказує напрями пошуків їх варіантів відповідно щодо часу.
У різні періоди історії, починаючи хоча б з епохи Я. Коменського, кількість і зміст дидактичних принципів зазнавали змін. Наприклад, соціальне замовлення комуністичної системи викликало розробку і пріоритетну увагу до таких принципів, які стосувалися комуністичної ідейності. Прагматична педагогіка, виходячи з потреб підготовки дитини до активної діяльності, надає перевагу принципам, які забезпечують активну діяльність дитини на уроці. Так само і пропоновані в цій праці принципи не трактуються як "вічні", а як такі, що відповідають закладеній в ній концепції.

### Принцип науковості
Принцип науковості, що визначає як зміст, так і форму навчального процесу. Цей принцип вимагає серйозного обмірковування, бо, з одного боку, дитина не в змозі осягнути "науковість предмета", а з іншого, — спрощення і перекручення фактів з метою наближення їх до рівня дитини веде до профанації науки. Тому в основу розуміння цього принципу Г. Ващенко радить покладати вимогу, щоби знання відповідали об'єктивній дійсності. Посилаючись на Я. Коменського, він уважає, що дитина таким чином опановує основи дисциплін, які входять у коло так званої Пансофії ("загальна мудрість", "всезнання"). Такий підхід покликаний формувати механізм логічного мислення і любов до наукової правди .

### Принцип систематичності
Принцип систематичності органічно пов'язаний з науковістю знань; їх системність зумовлює цілісність уявлень, світогляду і навіть гармонію вдачі. Цей принцип вимагає, щоб у засвоєнні знань враховувалися як послідовність та доступність викладу, так і зв'язок предмета з іншими дисциплінами. Не варто, наприклад, вивчати алгебру раніше від арифметики, хімію — від фізики. Принцип систематичності стосується і технології навчання (урахування досвіду дітей тощо).

### Принцип виховання
Принцип виховання сформульований Й. Гербартом, але ще раніше запропонований Сократом. Побудоване згідно з ним навчання сприяє становленню світогляду і впливає на поведінку людини. Виховне значення мають і методи навчання, зокрема, вони можуть сприяти виробленню індивідуалізму чи схильності до співпраці, наполегливості, працьовитості, ретельності, відповідальності тощо.

### Принцип зв'язку навчання з життям
Принцип зв'язку навчання з життям. Його обґрунтувала нова  педагогіка. Передаючи молодому поколінню досвід минулого, школа часто відстає від потреб життя і пропонує те, що вже перевірене і зафіксоване, а іноді й застаріле. При спокійному розвитку культури це навіть не дуже помітно, а тому іноді школа замикається в собі, відривається від реальних вимог життя. Ці явища, проте, виявляють себе гостріше за умов бурхливих змін у житті й зумовлюють іноді навіть появу нових типів шкіл, які забезпечують дітям необхідні практичні уміння та навички.

### Принцип природовідповідності.
Принцип природовідповідності. Як і деякі інші принципи, він сягає давнини, а у Г. Сковороди має назву "сродності" ("Учи відповідно до природи"). Розуміння цього принципу стосується врахування, з одного боку, особливостей дитини та її віку, а з іншого, — відповідності навчання законам природи взагалі. Його прихильники радили вчителеві вчитись у природи, йти за її законами.

### Принцип індивідуалізації
Принцип індивідуалізації, очевидно, тісно пов'язаний з принципом природо відповідності, бо природа людини — завжди індивідуальна. Цей принцип скерований проти шаблонності й стандартизації навчання. Він дає критичну оцінку фронтальним формам роботи, коли вчитель сам виконує найбільшу працю в класі, орієнтується на "пересічного", абстрактного учня. За таких умов на уроці нудьгує сильний учень і безнадійно відстає слабший

### Принцип активності.
Різні системи освіти — авторитарна і демократична — по-різному трактують цей принцип. Бо якщо працює вчитель, то учні, слухаючи його, можуть бути і "активними", і "пасивними". Тут потрібні додаткові зусилля для їх "активізації". Якщо ж учень на уроці є суб'єктом діяльності, то самий процес його діяльності не дозволяє йому бути "пасивним". 

### Принцип наочності.
Його формулювання запропонував ще Я. Коменський. Наочне навчання передбачає, що у процесі пізнання повинні застосовуватися різні відчуття, в тому числі шляхом зорового сприймання. С
Такими є основні принципи, пропоновані класичною педагогікою. Зрештою, крім них, в історії педагогіки, особливо останнього часу, пропонувалися також: принцип свідомості, принцип доступності, принцип емоційності, принцип міцності знань, принцип оптимізації навчально-виховного процесу, і навіть принцип "нетрадиційності системи навчання". Більшість авторів сучасних посібників з педагогіки пропонують також — виокремлено — принципи виховання, що цілком правомірно, але за логікою речей вони мали би стосуватися і процесу едукації 

## Нове соціальне замовлення і принципи дидактики[1]
Сьогодні українська педагогіка шукає принципи дидактики, які відповідали би нашому часові й стратегічним цілям нашого народу. Фундаментального значення в цих пошуках набуває врахування змін у поглядах на зміст едукації. Цілком природно, що досі педагоги, які формулювали принципи дидактики, виходили з того, що основним завданням школи є забезпечити дитині знання, уміння і навички та відповідно її виховати. Домінуючим був інформативний тип освіти. Не міг уникнути цього і Г. Ващенко, хоча у його роздумах знаходимо критичне ставлення до однобічного поцінування інформації.
До середини XX ст. освіта взагалі ще не відчувала на собі того тиску інформації, який сьогодні спостерігається внаслідок інформаційного буму. Не було ще і комп'ютерів, які могли б замінити функції людської пам'яті. Звідси стає зрозумілим, чому більшість згаданих вище дидактичних принципів стосується, власне, "навчання" як процесу збагачення дитини інформацією, але зовсім, або майже зовсім, не вказує на її розвиток шляхом власної діяльності. Такими є, вочевидь, принципи науковості, системності, зв'язку навчання з життям, принцип наочності тощо. Навіть принцип активності в світлі нових вимог (орієнтації на самостійну діяльність) видається вже "не логічним". Він передбачав лише фронтальні форми роботи.
Не маємо сьогодні, на жаль, ще достатньо даних для того, аби запропонувати повноцінну систему нових однозначних і безспірних принципів. Бо суперечливими є сама наша дійсність і процеси, які переживаємо. Надійні принципи едукації можна виробити лише за умови стабільної суспільної й освітньої ситуації. Проте — бодай у порядку пошуку — деякі нові принципи дидактики можна і потрібно осмислювати вже сьогодні.
Принцип особистісно зорієнтованої едукації. Він поєднує в собі вимогу глибинної і конкретно визначеної індивідуалізації та втілення її на основі різних форм диференціації. Водночас цей принцип вказує на потребу великої уваги до особистісних можливостей і цілей дитини та формування її життєвої самодостатності. Теоретичну основу цього принципу становить філософія дитиноцентризму.
Принцип диференціації понять і врівноваженість процесів навчання (засвоєння інформації), розвитку і виховання. Як уже зазначалося вище, взаємне перекривання понять "навчання", "розвиток" і "виховання" часто призводить до їх взаємної підміни, а тому практика не завжди відповідає тому, що вона покликана дитині забезпечувати. Звідси — необхідність, зберігаючи зв'язок цих понять, домагатися їхньої специфікації й, відповідно, врахування у практичній діяльності. Важливість розвитку дитини в сучасних умовах стає зрозумілою лише тоді, коли вчителем усвідомлена різниця між ним — з одного боку, і навчанням та вихованням — з іншого.
Забезпечення гармонії духовного, психічного, соціального і фізичного становлення людини. Цей принцип стосується як дидактики, так і теорії виховання, навіть усієї системи освіти, і націлений на реалізацію давньої педагогічної ідеї гармонійного самоформування особистості в усіх її вимірах. Він тісно пов'язаний з традиційно визнаним принципом природовідповідності, бо тенденція до гармонії самоформування закладена природою в самому організмі людини. її можна порушити лише зовнішнім втручанням, і цього освіта повинна остерігатися.
Принцип партнерства між суб'єктами едукації є передумовою повноцінної реалізації низки принципів, зокрема, принципу особистісно зорієнтованої едукації, принципу природовідповідності тощо. В його основу повинно бути покладене технологічне визначення і розмежування функцій учителя та учнів і розширення прав учня на уроці за умови, якщо він зайнятий власною діяльністю.
Принцип орієнтації на "золоту середину" (уникнення крайнощів). Як відомо, будь-яка позитивна тенденція, якщо її довести до крайнощів, одразу набуває негативних ознак. Це стосується практично всіх принципів дидактики, методів діяльності вчителя, вибору стратегії виховання та системи цінностей (див. розділ 17) тощо. Будь-який фундаменталізм, так само, як і в суспільному житті загалом, так і у педагогіці зокрема, призводить до перекручувань і профанації. Протистояння диктату і лібералізму, свободи і порядку, традиційного і нового, раціонального та ірраціонального, — все це явища універсального порядку, які, однак, виявляють себе і в педагогіці, наприклад, у проблемі авторитарності й вільного виховання, самостійності й керованості процесу едукації тощо.дотримується.
Принцип урахування етнопсихологічних особливостей дитини. Кожен народ володіє певною сукупністю етнопсихологічних ознак — своїм національним характером. Ці ознаки можуть мати і позитивний, і негативний характер, сприяти успіху і конкурентноздатності нації або й заважати їм. 